# Zagórzyce (województwo świętokrzyskie)
Zagórzyce – wieś w Polsce położona w województwie świętokrzyskim, w powiecie kazimierskim, w gminie Kazimierza Wielka.
| SIMC    | Nazwa     | Rodzaj    |
| ------- | --------- | --------- |
| 0242447 | Bagno     | część wsi |
| 0242453 | Galicja   | część wsi |
| 0242460 | Kapliczka | część wsi |
| 0242476 | Krzyżaki  | część wsi |

W latach 1975–1998 miejscowość należała administracyjnie do województwa kieleckiego.

## Historia i zabytki
Niedawno na tym terenie archeolodzy z Uniwersytetu Jagiellońskiego odnaleźli nieprzemieszane ślady osadnictwa pradziejowego z przestrzeni minionych kilku tysięcy lat – od okresu wczesnego neolitu po schyłek okresu wczesnego średniowiecza.
W wyniku wykonanych badań i analizy archeologom dało się wyróżnić co najmniej osiem faz osadnictwa na tym terenie. Przerwy między kolejnymi osiedleniami trwały niekiedy tysiąc i więcej lat. Pierwsze datowane ślady pochodzą z osady powstałej w VI tysiącleciu p.n.e. Najmłodsze to ślady średniowiecznego osadnictwa z XII wieku.
Najważniejszym z dotychczasowych odkryć jest odsłonięcie fragmentów osady datowanej na najstarszą fazę grupy tynieckiej kultury lateńskiej. Odkrycie to bowiem dostarcza kolejnych informacji w kwestii pobytu Celtów w Małopolsce.
W dotychczas odkrytych i zbadanych półziemiankach i jamach o charakterze gospodarczym znaleziono liczne materiały ceramiczne, wśród których na szczególną uwagę zasługują fragmenty naczyń zaliczonych do kategorii ceramiki „siwej” i tzw. ceramiki „grafitowej” a wykonanych przy użyciu koła garncarskiego, jak również serię form ręcznie lepionych bez śladów stylistyki charakterystycznej dla wczesnej kultury przeworskiej.
Natrafiono również na przedmioty z brązu, żelaza i szkła, m.in. fragmenty zapinek, pasów łańcuchowych i klamer do pasa, fragmenty bransolet i paciorków szklanych.
Jednym z istotniejszych odkryć jest krzyżyk relikwiarzowy – zawieszka, wykonany ze złota i datowany na ok. X wiek. Według Michała Grygiela prowadzącego prace archeologiczne, z Instytutu Archeologii Uniwersytetu Jagiellońskiego, odkrycie cennego rekwizytu należącego z dużym prawdopodobieństwem do osoby zamożnej i wpływowej potwierdza, że okolice Zagórzyc musiały odegrać silną rolę w tworzeniu się południowych rejonów państwa wczesnopiastowskiego.
Badania sugerują, że odkryta w Zagórzycach osada grupy tynieckiej została założona przez ludność celtycką u schyłku wczesnego okresu lateńskiego i stosunkowo szybko opuszczona.
Ustalono, że u schyłku młodszego okresu przedrzymskiego teren ten został na krótko ponownie zasiedlony przez ludność kultury przeworskiej, przybyłą prawdopodobnie z terenu Wyżyny Sandomierskiej, która założyła w tym miejscu swoją osadę.
Najintensywniej obszar Zagórzyc był zamieszkiwany i użytkowany w młodszym stadium wczesnego okresu rzymskiego. Istniała tu wtedy rozległa osada ludności kultury przeworskiej, której niewielki przebadany obszar ukazuje liczne obiekty półziemiankowe o charakterze mieszkalnym i gospodarczym oraz jamy zasobowe pełniące funkcje przydomowych piwniczek.

## Odkrycia archeologiczne
Latem 2008 r. archeolodzy z Uniwersytetu Jagiellońskiego, prowadzący badania na miejscowym terenie od 2001 w ramach tzw. „Ekspedycji Ponidzie”, kierując się wskazówkami rolnika, odkopali na jego polu uprawnym niemal kompletny piec garncarski sprzed 2 tys. lat Znalezisko jest prawdziwą rzadkością, gdyż do tej pory odnajdywano piece rozbite albo zniszczone podczas prac polowych. Piec z Zagórzyc jest jednym z najlepiej zachowanych obiektów tego rodzaju na ziemiach polskich, wygląda na prawie kompletny, według wstępnych badań mierzy co najmniej ok. 1,3 m wysokości, wyraźnie widoczna jest komora, do której wkładano naczynia do wypalenia, kanał doprowadzający gorące powietrze i pozostałości komory paleniskowej. Najprawdopodobniej służył do wypalania wysokiej jakości ceramiki stołowej. Zdaniem archeologów piec jest dziełem tzw. kultury przeworskiej, pochodzi z okresu wpływów rzymskich i można go datować na czas od końca II w. do przełomu IV/V w. naszej ery.